# Flik 17
A Fliegerkompanie 17 (rövidítve Flik 17, magyarul 17. repülőszázad) az osztrák-magyar légierő egyik repülőszázada volt.

## Története
A századot 1915-ben, már az első világháború alatt alapították. Június 3-án Parndorfból az olasz frontra vezényelték, Trento mellé. 1916. február 4-én a század négy repülőgépet küldött az első távolsági bombázótámadáshoz Milánó ellen; ekkor már Perginében volt a bázisuk. A légierő 1917 júliusi átszervezése után az egység hadosztályfelderítői (Divisions-Kompanie, Flik 17D) feladatot kapott. Október 24-én a Conrad-hadseregcsoport részeként részt vett a 12. isonzói csatában, 1918. júniusában pedig a 10 hadsereg alárendeltségében a piavei offenzívában. 1918 szeptemberében hadtesthez rendelt egység (Korps-Kompanie, Flik 17K) státuszt kapott. 
A háború után a teljes osztrák légierővel együtt felszámolták.

## Századparancsnokok
- Josef Schwarzböck
- Eugen Steiner-Göltl százados
- Aurel Schiavon százados

## Ászpilóták
| Név                    | Légi győzelmek a században |
| ---------------------- | -------------------------- |
| Szepessy-Sokoll Rudolf | 1                          |
| Összesen:              | 1 igazolt légi győzelem    |

## Századazonosítók
A századjelvény a tábori pilótajelvény mintáját követte: zöld tölgykoszorú által összefogott három motívum, felül arany-vörös császári korona, középen kitárt szárnyú aranysas, alul aranypajzs, benne SÜDWEST/FRONT 1916/FLIEG.K./17 felirat. 

## Repülőgépek
A század pilótái a következő gépeket repülték:
- Lohner B.VII
- Lloyd C.II
- Aviatik D.I